# Микола Гяуров
Мико́ла Гяуров (болг. Николай Гяуров; 13 вересня 1929 — 2 червня 2004) — болгарський оперний співак (бас), педагог, Народний артист НРБ (1962), Герой Соціалістичної Праці (1976), двічі лауреат Димитровської премії (1959, 1966).

## Біографія
Народився майбутній оперний співак у маленькому містечку Велінград в гористій місцевості на півдні Болгарії.
Розпочав навчання вокалу у Софійській консерваторії у Христо Бримбарова, вдосконалював майстерність в Московскій консерваторії (педагог А. І. Батурин), котру завершив у 1955 році. Свій талант неодноразово демонстрував на міжнародних конкурсах для оперних співаків у Варшаві та Парижі. Дебютував 1955 року на великій сцені в ролі Дона Базіліо в «Севільському цирульнику» Дж.-А. Россіні, ставши незабаром солістом Софійської народної опери.
У 1956–1957 роках він став стажером, а у 1957–1958 — вже солістом Большого театру СРСР.
У подальшому співав в оперних театрах Ла Скала (Італія), Ковент-Гарден (Велика Британія), Віденській державній опері (Австрія), Метрополітен-опера (США) та інших.
Першою дружиною Миколи Гяурова була піаністка Златінка Мішакова. У шлюбі з нею народилося двоє дітей: майбутні диригент Володимир Гяуров та актриса Олена Гяурова.
Другий шлюб був з італійською співачкою Мірелою Френі. Перше знайомство з нею у Миколи Гяурова відбулося ще 1961 року під час спільної гри в опері «Фауст» в Генуї. Френі грала Маргариту, а Гяуров звичну для себе роль Мефістофеля. Одружившись у 1978 році, пара оселилася у власному будинку в Модені. До кінця життя Миколи Гяурова його друга дружина підтримувала і неодноразово виступала разом з ним на сцені.

## Репертуар
Виконував як комедійні, так і драматичні партії. Серед них:
- Дон Базіліо («Севільський цирульник» Дж.-А. Россіні);
- Мефістофель («Фауст» Ш. Гуно);
- Пімен, Варлаам та Борис Годунов («Борис Годунов» М. П. Мусоргського);
- Галицький («Князь Ігор» О. П. Бородіна);
- Креон («Медея» Л. Керубіні);
- Гремін («Євгеній Онєгін» П. І. Чайковського);
- Даланд («Летючий Голландець» Р. Вагнера);
- Філіп II («Дон Карлос» Дж. Верді);
- Дон Жуан («Дон Жуан» В. А. Моцарта).

## Творчість
Гяуров розповідав про виконані їм партії:
|  | Мефістофель був партією, котру в якийсь момент я почав співати частіше за інших. Мені тоді здавалось, що для мене навіть зарезервовано апартаменти у Пеклі. Проте це не була улюблена партія. У мене взагалі відсутнє таке поняття. Ті партії, над якими я працюю в даний момент, мене більш за все й займають — це природно. |

Творчість Миколи Гяурова здобула високу оцінку критиків та публіки.
Музиканти Великого симфонічного оркестру імені П. І. Чайковського характеризували співака разом з його другою дружиною наступним чином:
|  | Вони [Мірела Френі та Микола Гяуров] покорили всіх — і майстерним володінням голосом, і бережливим ставленням до свого «інструменту» та, як наслідок, збереженою тембровою чистотою, і дивовижним артистизмом, коли кожне заспіване слово — легкий штрих у створюваному перед зачарованою публікою образі. ... Проте найголовніше, незвичайне та незнайоме російському слухачу — неймовірна хвиля сонячної енергії та воістину божественної привабливості та простоти, що йшла від необділених світовою славою артистів… |

Цей лист було опубліковано у жовтні 2002 року, після того як виступ Френі та Гяурова в Москві було зовсім незаслужено розкритиковано у російських ЗМІ. Дізнавшись про цю доволі негативну реакцію російських музичних критиків на їхній виступ, Гяуров та Френі заявили про те, що більше ніколи не будуть виступати на території Росії.

## Пам'ять
У жовтні 2008 року в Болгарії вийшла пам'ятна монета в честь Миколи Гяурова.

## Нагороди
- Орден «Стара Планина» І ступеня (Болгарія)
- Орден «13 віків Болгарії» (Болгарія)
- Орден Мистецтв та літератури (Франція)
- Почесний громадянин Старої Загори[5]